# قصر عتيقة
قصر عتيقة كان قصرًا محصنًا بالقرب من الرياض، المملكة العربية السعودية. كان من أوائل القصور التي أُقيمت خارج المدينة القديمة. بُني القصر في عام 1922 (بحسب بعض المصادر) وكان مسكنًا للأمير محمد بن عبد الرحمن بن فيصل آل سعود، شقيق الملك عبد العزيز بن سعود. كان يقع المبنى بالقرب من وادي حنيفة، ليس بعيدًا عن المسجد الحالي لمحمد بن عبد الرحمن بن فيصل آل سعود.